# 798 (numero)
Settecentonovantotto (798) è il numero naturale dopo il 797 e prima del 799.

## Proprietà matematiche
- È un numero pari.
- È un numero composto, con 16 divisori: 1, 2, 3, 6, 7, 14, 19, 21, 38, 42, 57, 114, 133, 266, 399, 798. Poiché la somma dei suoi divisori (escluso il numero stesso) è 1122 > 798, è un numero abbondante.
- È un tetraprimo, ovvero un numero naturale ricavabile dal prodotto di 4 numeri primi distinti.
- È un numero nontotiente (per cui la equazione φ(x) = n non ha soluzione).
- È un numero semiperfetto in quanto pari alla somma di alcuni (o tutti) i suoi divisori.
- È un numero malvagio.
- È un numero pratico.
- È un numero di Ulam.
- È un numero congruente.
- È un numero intero privo di quadrati.
- È un numero palindromo e un numero ondulante e nel sistema di numerazione posizionale a base 21 (1H1).
- È parte delle terne pitagoriche (376, 705, 799), (799, 960, 1249), (799, 6768, 6815), (799, 18768, 18785), (799, 319200, 319201).

## Astronomia
- 798 Ruth è un asteroide della fascia principale del sistema solare.
- NGC 798 è una galassia ellittica della costellazione del Triangolo.
- IC 798 è una galassia nella costellazione della Chioma di Berenice.

## Astronautica
- Cosmos 798 è un satellite artificiale russo.

## Altri ambiti
- La Route nationale 798 è una strada statale della Francia.
- 798 Art Zone si trova nel distretto di Chaoyang (Pechino) (Cina).